# Citrus ichangensis
Citrus ichangensis, el limón Ichang o papeda de Ichang, es una especie botánica de lento crecimiento del género Citrus, que tiene follaje y flores característicos con aroma a esencia de limón. Nativo del Este Asiático y es nombrado en honor a la ciudad de Yichang (宜昌), en la provincia china de Hubei.
Tiene fama por su inusual rusticidad, similar a la del ponciro ( poncirus trifoliata) siendo el citrus más resistente, tolerando heladas moderadas y condiciones de inundación. Por esta razón, es quizás la única especie de citrus verdadero que puede prosperar en áreas templadas de Europa y de EE. UU.
A pesar de que el nombre sugiere que es una variedad de limón, figura como miembro de Papeda, subgénero del citrus. Otros miembros de este subgénero incluye a Makrut o limón verde kafir, utilizado en la cocina oriental y los Khasi Papeda de las colinas Khasi al noreste de la India.